# Valåsen och Labbsand
För andra betydelser, se Valåsen (olika betydelser).
Valåsen och Labbsand är en tätort i Karlskoga kommun, Örebro län. De två orterna ligger öster om sjön Möckeln där Karlskoga ligger väster och norr om sjön.
I tätorten ligger Karlskoga golfklubb. 

## Befolkningsutveckling
| Befolkningsutvecklingen i Valåsen och Labbsand 2015–2023                                                                             | Befolkningsutvecklingen i Valåsen och Labbsand 2015–2023 | Befolkningsutvecklingen i Valåsen och Labbsand 2015–2023 | Befolkningsutvecklingen i Valåsen och Labbsand 2015–2023 | Befolkningsutvecklingen i Valåsen och Labbsand 2015–2023 |
| --- | -------------------------------------------------------- | -------------------------------------------------------- | -------------------------------------------------------- | -------------------------------------------------------- |
| |                                                          |                                                          |                                                          |                                                          |
| År |                                                          |                                                          | Folkmängd                                                | Areal (ha)                                               |
| 2015 | 2015                                                     |                                                          | 321                                                      | 143                                                      |
| 2016 | 2016                                                     |                                                          | 323                                                      | ##                                                       |
| 2017 | 2017                                                     |                                                          | 337                                                      | ##                                                       |
| 2018 | 2018                                                     |                                                          | 353                                                      |                                                          |
| 2020 | 2020                                                     |                                                          | 354                                                      | 143                                                      |
| 2023 | 2023                                                     |                                                          | 425                                                      |                                                          |
| Anm.: Ny tätort 2015, utbruten ur Karlskoga ## Arean 31 december 2016, 2017 och 2018 fortsatt samma som avgränsades som tätort 2015. |                                                          |                                                          |                                                          |                                                          |